# Làng mây tre đan Chính Mỹ
Làng mây tre đan Chính Mỹ là làng nghề cổ truyền có cách đây trên 200 năm, nay thuộc xã Quang Trung, thành phố Thủy Nguyên, thành phố Hải Phòng. Sản phẩm của làng nghề được tiêu thụ trong nước và xuất khâu sang nhiều nước trên thế giới; đã được chỉ dẫn địa lý. Làng có trên 1.000 hộ sản xuất mây tre đan, được công nhận là làng nghề truyền thống từ năm 2007 và trở thành điểm du lịch phía Bắc sông Cấm thành phố Hải Phòng.

## Lịch sử hình thành
Xưa, Chính Mỹ chủ yếu gồm đồi, núi và rừng rậm, đất cho sản xuất nông nghiệp hạn hẹp, cằn cỗi, năng suất lúa không cao. Chính vì vậy, người Chính Mỹ sớm biết tận dụng điều kiện tự nhiên sẵn có để phát triển các nghề phụ trong những lúc nông nhàn. Phổ biến và xuất hiện sớm là nghề sơn tràng. Là khu vực có nguồn tre, nứa, mây khá dồi dào nên nghề mây tre đan đã hình thành từ rất sớm và phát triển đến ngày nay.

## Tổ chức sản xuất
Trong làng, có sự phân chia tự nhiên theo sản phẩm đan, thôn chuyên đan thúng, thôn chuyên đan giần, sáng, nia...; theo các công đoạn của quá trình sản xuất tạo sản phẩm: hộ chuyên vót nan, chuyên đan, chuyên vào cạp.

## Sản xuất mây tre đan

### Chọn nguyên liệu đan
Nguyên liêu chính là tre, mây. Tre làm cạp và mây (song hoặc ràng rang) để nức (buộc cạp).
Lựa chọn đảm bảo vừa có độ cứng, vừa có độ dẻo; thường chọn nhưng cây tre tươi, bánh tẻ. Không chọn những cây tre quá già vì giòn, không chọn những cây tre non vì chưa đủ độ dẻo; và cùng không chọn cây tre cộc (tre bị mất ngọn từ lúc còn non), tre bị sâu, kiến vì thịt tre giòn, yếu.
Chọn cây mây to bằng ngón tay út, dài tới 5 – 7 m. Cắt mây về, bỏ bẹ lá rồi chẻ.

### Làm nan, cạp và mây
Tuỳ theo từng sản phẩm để làm nan dài, ngắn, to nhỏ, dầy mỏng, thô hay nhẵn khác nhau. Làm nan gồm các bước pha tre, chẻ nan, vót nan và phơi khô tạo độ dẻo.
Làm cạp: cạp trong thì lấy phần gốc tre cạp ngoài thì lấy phần ngọn tre.
Làm mây: cây mây già, loại bỏ phần vỏ, và chẻ thành 4 hoặc 6, 8 tùy theo thân mây to hay nhỏ; vót bỏ ruột, chỉ lấy phần bì dùng để nức. Ngoài ra, có thể dùng dây ràng ràng, chỉ cần bóc bỏ vỏ lấy ruột làm dây buộc vì thân ràng ràng nhỏ hơn mây.

### Đan mê, vào cạp và nức
Tùy theo từng sản phẩm kỹ thuật đan khách nhau. Xảo thì mắt thưa; thúng, rá thì đan mắt dầy; thúng đan "bắt 3 đè 3", nia đan "bắt 4 đè 3"...

## Sản phẩm
Sản phẩm làng nghề gồm các vật dụng sử dụng cho các hoạt động thường ngày (tiêu thụ trong nước) như: thúng, nong nia, giần sàng, rổ, rá, sọt đựng hàng, thuyền nan (để đánh bắt cá ở ao, đầm)... Sản phẩm mỹ nghệ xuất khẩu sang thị trường Châu Âu, Hàn Quốc và Nhật Bản: giỏ, hộp đựng trái cây, bình hoa, đĩa, đồ thủ công mỹ nghệ...